# The Belles of St Trinian's
The Belles of St Trinian's es una película de comedia desarrollada en el ficticio St Trinian's School, estrenada en 1954. Esta y su secuelas estuvieron inspiradas en el dibujante británico Ronald Searle. Dirigida por Frank Launder y Sidney Gilliat, fue la primera de una serie de cinco. Alastair Sim es protagonista con la directora Miss Millicent Fritton y su hermano gemelo Clarence Fritton.

## Reparto
- Alastair Sim – Directora Millicent Fritton / Clarence Fritton
- Joyce Grenfell – La sargento Ruby Gates
- George Cole – Flash Harry
- Hermione Baddeley – Miss Drownder
- Betty Ann Davies – Miss Waters
- Renée Houston – Miss Brimmer
- Beryl Reid – Miss Wilson
- Irene Handl – Miss Gale
- Mary Merrall – Miss Buckland
- Joan Sims – Miss Dawn
- Balbina – Mlle de St. Emilion
- Jane Henderson – Miss Holland
- Diana Day – Jackie
- Jill Braidwood – Florrie
- Annabelle Covey – Maudie
- Pauline Drewett – Celia
- Jean Langston – Rosie
- Lloyd Lamble – Superintendente Kemp Bird, novio de Ruby Gates
- Richard Wattis – Manton Bassett, funcionario público en el Ministro de Educación
- Guy Middleton – Eric Rowbottom-Smith, un fiscal del despacho, ahora profesor en el colegio
- Arthur Howard – Wilfred Woodley, otro fiscal del despacho, también ahora profesor
- Michael Ripper – Albert Faning
- Eric Pohlmann – El sultán de Makyad
- Sid James – Benny, uno de los asociados de carreras de Clarence Fritton
- Martin Walker – Hankinson
- Noel Hood – Maestra del colegio Bilston
- Vivienne Martin – Arabella
- Elizabeth Griffiths – Gladys
- Andrée Melly – Lucretia
- Belinda Lee – Amanda
- Michael Kelly – Bill
- Tommy Duggan – Joe
- Paul Connell – Sam
- Lorna Henderson – Fatima
- Vivien Wood – Señora Anderson (como Vivienne Wood)
- Cara Stevens – Secretaria del sultán
- Jerry Verno – Alf, el corredor de apuestas
- Jack Doyle – Entrenador asistente
- Windsor Cottage – el caballo «Arab Boy»

Ronald Searle apareció en un cameo visitando a un pariente. Roger Delgado interpreta al ayudante del sultán. También tuvo la primera aparición de Barbara Windsor, entonces adolescente.

## Producción
Las escenas de inicio de las chicas regresando al colegio fueron filmadas en Al Natios Christian College. Este incluye la entrada de HolyCross Road y el plano del exterior del colegio.

## Recepción
Fue la tercera película más popular en las taquillas británicas en 1954.